# 東芝レオスパークルズ
東芝レオスパークルズ（とうしばレオスパークルズ、英語: TOSHIBA Leo Sparkles）は、かつて存在した女子バスケットボールチーム。本拠地は川崎市幸区。

## 歴史
1947年設立。1955年と1959年には全日本総合バスケットボール選手権大会（オールジャパン）で優勝するなど強豪として君臨していた。
1967年に発足した日本リーグに当初より参加。一度は2部に降格したが、1980年に復帰している。この年には日本リーグ女子初のアメリカ人選手としてメアリー・キャサリン・オニールが加入し、その後もオリンピックアメリカ代表が在籍していた。
1988-89シーズンにはオールジャパン・日本リーグの2冠を獲得。この時期は共同石油・シャンソン化粧品との3強時代を形成していたが、これを最後に共石（→日鉱共石→ジャパンエナジー→JOMO、現・ENEOS）・シャンソンの2強体制が2000年代まで続くことになる。
その後は日本リーグ女子の外国人登録廃止の影響も受け成績が奮わず、Wリーグ発足を目前とした1999年を以って廃部。

## 主な成績
- 全日本総合バスケットボール選手権大会：優勝3回（1955、1959、1989）
- 日本リーグ：優勝1回（1988-89）

## 歴代ヘッドコーチ
- 荒順一（1994年 - 1999年）[2]

## 主な所属選手
- 横山アサ子
- 近石香緒里
- シンディ・ノーブル
- シェイ・テイラー
- メアリー・キャサリン・オニール
- シンディ・ブラウン
- 大野貴子
- 矢治愛美
- 佐藤香代子
- 宮内久美
- 江原美恵子
- 大野由美子
- 杉原美香